# Percy Beard
Percy Morris Beard (ur. 26 stycznia 1908 w Hardinsburg w stanie Kentucky, zm. 27 marca 1990 w Gainesville na Florydzie) – amerykański lekkoatleta, płotkarz, wicemistrz olimpijski z 1932.
Ukończył w 1929 Alabama Polytechnic Institute z dyplomem licencjackim w zakresie inżynierii lądowej. 4 lipca 1931 w Lincoln ustanowił rekord świata w biegu na 120 jardów przez płotki czasem 14,2 s. 18 czerwca 1932 w Cambridge wyrównał rekord świata w biegu na 110 metrów przez płotki wynikiem 14,4 s.
Na igrzyskach olimpijskich w 1932 w Los Angeles Beard zdobył srebrny medal w biegu na 110 metrów przez płotki, za swym rodakiem George’em Salingiem.
26 lipca 1934 w Sztokholmie poprawił rekord świata w biegu na 110 metrów przez płotki na 14,3 s, a 6 sierpnia 1934 w  Oslo – na 14,2 s.
Beard był mistrzem Stanów Zjednoczonych (AAU) w biegu na 120 jardów przez płotki w 1931 i na 110 metrów przez płotki w 1934 i 1935, a także halowym mistrzem USA na 70 jardów przez płotki w 1931 i 1932 oraz na 65 jardów przez płotki w 1933 i 1935.
Wykładał inżynierię na Alabama Polytechnic Institute w latach 1929-1935, a następnie został trenerem na University of Florida do 1973.